# Шурминка
Шурминка — река в России, протекает по Уржумскому району Кировской области. Устье реки находится в 229 км от устья Вятки по правому берегу. Длина реки составляет 25 км, площадь водосборного бассейна — 135 км².
Исток расположен в 30 км к юго-востоку от Уржума близ границы с Марий Эл. Река течёт на северо-восток. На Шурминке расположены населённые пункты Шурминского сельского поселения, в том числе административный центр поселения — село Шурма, где река впадает в Вятку.

## Данные водного реестра
По данным государственного водного реестра России относится к Камскому бассейновому округу, водохозяйственный участок реки — Вятка от водомерного поста посёлка городского типа Аркуль до города Вятские Поляны, речной подбассейн реки — Вятка. Речной бассейн реки — Кама.
Код объекта в государственном водном реестре — 10010300512111100038545.

### Притоки
(указано расстояние от устья)
- 9,1 км — река Игнашевка (лв)[3]